# Kalmakanda
Kalmakanda è un sottodistretto (upazila) del Bangladesh situato nel distretto di Netrokona, divisione di Mymensingh. Si estende su una superficie di 377,41 km² e conta una popolazione di 271.912  abitanti (censimento 2011).